# 1. deild Wysp Owczych (2007)
W roku 2007 odbyła się 64. edycja 1. deild Wysp Owczych – drugiej ligi piłki nożnej Wysp Owczych. W rozgrywkach brało udział 10 klubów z całego archipelagu. Kluby z pierwszego i drugiego miejsca awansowały do Formuladeildin, a w tym sezonie były to B68 Toftir oraz ÍF Fuglafjørður. Drużyna z ostatniego miejsca (B36 II Tórshavn) automatycznie spadała do ligi trzeciej.

## Uczestnicy
| Uczestnicy 1. deild Wysp Owczych 2006                                                                         | Uczestnicy 1. deild Wysp Owczych 2006 | Uczestnicy 1. deild Wysp Owczych 2006 | Uczestnicy 1. deild Wysp Owczych 2006 |
| --- | ------------------------------------- | ------------------------------------- | ------------------------------------- |
| LÍF | LÍF Leirvík                           | 3                                     |                                       |
| TB | TB Tvøroyri                           | 4                                     |                                       |
| HBII | HB II Tórshavn                        | 5                                     |                                       |
| KÍII | KÍ II Klaksvík                        | 6                                     |                                       |
| FSV | FS Vágar 2004                         | 7                                     |                                       |
| SÍ | SÍ Sørvágur                           | 8                                     |                                       |
| Spadek z Formuladeildin 2006                                                                                  |                                       |                                       |                                       |
| B68 | B68 Toftir                            | 9                                     |                                       |
| ÍF | ÍF Fuglafjørður                       | 10                                    |                                       |
| Awans z 2. deild Wysp Owczych 2006                                                                            |                                       |                                       |                                       |
| NSÍII | NSÍ II Runavík                        | 1                                     |                                       |
| B36II | B36 II Tórshavn                       | 2                                     |                                       |
| Oznaczenia: - kolumna pierwsza – skróty nazw drużyn, - kolumna trzecia – miejsce zajęte w poprzednim sezonie. |                                       |                                       |                                       |

## Tabela ligowa
| Lp. | Drużyna             | M  | Z  | R | P  | Bramki | Bramki | Różn. | Pkt | Uwagi                   |
| --- | ------------------- | -- | -- | - | -- | ------ | ------ | ----- | --- | ----------------------- |
| 1   | B68 Toftir (M) (A)  | 27 | 23 | 3 | 1  | 79     | 20     | +59   | 72  | Awans do Formuladeildin |
| 2   | ÍF Fuglafjørður (A) | 27 | 19 | 4 | 4  | 84     | 22     | +62   | 61  | Awans do Formuladeildin |
| 3   | FS Vágar 2004       | 27 | 16 | 3 | 8  | 47     | 40     | +7    | 51  |                         |
| 4   | TB Tvøroyri         | 27 | 14 | 4 | 9  | 56     | 30     | +26   | 46  |                         |
| 5   | LÍF Leirvík         | 27 | 14 | 1 | 12 | 68     | 45     | +23   | 43  |                         |
| 6   | NSÍ II Runavík      | 27 | 9  | 4 | 14 | 49     | 68     | −19   | 31  |                         |
| 7   | HB II Tórshavn      | 27 | 9  | 2 | 16 | 38     | 61     | −23   | 29  |                         |
| 8   | SÍ Sørvágur         | 27 | 8  | 4 | 15 | 40     | 66     | −26   | 28  |                         |
| 9   | KÍ II Klaksvík      | 27 | 5  | 2 | 20 | 28     | 70     | −42   | 17  |                         |
| 10  | B36 II Tórshavn (S) | 27 | 3  | 3 | 21 | 22     | 89     | −67   | 12  | Spadek do 2. deild      |